# 台灣電影文化城
台灣電影文化城（英語：Taiwan Studio City，簡稱台影文化城），是臺灣電影文化公司（台影）於1990年成立的台灣首座以電影為主題的遊樂園，原址位於台中縣霧峰鄉（現台中市霧峰區）民生路292號，經1999年921地震毀損後已拆除。
台灣電影文化城是台影片場改制成的遊樂區，佔地10公頃，主要參觀及遊樂設施分為「電影科技展示區」、「民俗文化園區」、「活動休憩區」。科技館有機器人劇場、兒童卡通館等設施，另有360度的立體視聽館，觀眾可充份享受科技電影的視覺衝擊；民俗文化園區的佈景，則是以電影《唐山過台灣》的街景為主，有莊嚴氣派的古剎、仿古小鎮、熱鬧的市集，加上各種民藝活動展示，置身其中彷彿回到三、四十年代的台灣。
2013年，台中市議會通過將台灣電影文化城與周邊土地改造為「中台灣影視基地」。2019年7月底，中台灣影視基地開幕啟用，是台灣最大的室內收音棚及唯一的水拍攝基地，台中市政府以公辦民營方式經營，中影公司取得15年經營權。